# James Florence
James Brian Florence (Marietta, 31 maggio 1988) è un cestista statunitense, professionista in Europa.

## Palmarès

### Squadra
- Campionato polacco: 2

Zielona Góra: 2016-2017
Stal Ostrów: 2020-2021
- Coppa di Polonia: 2

Zielona Góra: 2017
Stal Ostrów: 2022

### Individuale
- Polska Liga Koszykówki MVP: 1

Gdynia: 2018-2019